# Georg Stein von Kamienski
Georg Reinhold Stein von Kamienski (* 23. Juli 1836 auf Gut Grasnitz, Landkreis Osterode in Ostpreußen; † 2. April 1921 ebenda) war preußischer Gutsbesitzer und Politiker.

## Familie
Er entstammte einem polnischen Adelsgeschlecht Stein von Kamienski, dessen sichere Stammreihe im 17. Jahrhundert beginnt und mit Jacob Kamieński genannt Jackstein im 18. Jahrhundert nach Preußen kam, und war der Sohn des Georg August Stein von Kamienski (1795–1840) und dessen Ehefrau Louise von der Groeben (1795–1879), die Grasnitz mit in die Familie brachte.
Stein von Kamienski studierte an der Universität Heidelberg und wurde dort Mitglied des Corps Saxo-Borussia. Er heiratete in erster Ehe am 25. Juni 1872 auf Gut Schönberg (Landkreis Rosenberg, Westpreußen) Margarethe Gräfin Finck von Finckenstein (* 26. Juni 1852 auf Gut Schönberg; † 31. Dezember 1891 auf Gut Grasnitz), die Tochter des königlich preußischen Oberleutnants und Kammerherrn Konrad Graf Finck von Finckenstein (1820–1900), Fideikommissherr auf Gut Schönberg, und der Anna Gräfin von Kanitz. In zweiter Ehe heiratete er am 17. April 1894 auf Gut Simnau (Landkreis Mohrungen, Ostpreußen) Marie Gräfin Finck von Finckenstein (* 7. Juli 1856 auf Gut Simnau; † 31. März 1926 auf Gut Grasnitz), die Tochter des königlich preußischen Oberleutnants Albrecht Graf Finck von Finckenstein (1821–1863), Gutsherr auf Simnau, und der Agnes von Kuenheim (Haus Spanden) (1833–1915).
Kinder aus der ersten Ehe:
- Karl Wolfgang August Konrad Georg (1873–1914)
- Konrad Georg (1874–1874)
- Albrecht  Konrad (1878–1950), Gutsbesitzer, Erbe von Grasnitz, Major, verheiratet mit Agnes von Oldenburg-Januschau (1889–1974), Tochter der Agnes Gräfin von Kanitz-Podangen und des Elard von Oldenburg-Januschau. Agnes und Albrecht hatten acht Kinder.

Sohn aus der zweiten Ehe:
- Gottfried (Götz) (1896–1977), unvermählt.

## Leben
Stein von Kamienski war Fideikommissherr auf Gut Grasnitz und Rechtsritter des Johanniterordens. Von 1871 bis 1874 sowie von 1893 bis 1898 war er Abgeordneter im Reichstag und vertrat dort den Reichstagswahlkreis Regierungsbezirk Königsberg 8. Stein gehörte der Fraktion der Deutschkonservativen Partei an. Er war Mitglied des Preußischen Herrenhauses.